# Anitápolis
Anitápolis este un oraș în Santa Catarina (SC), Brazilia. 